# خون‌آشامان ورشو
خون‌آشامان ورشو (لهستانی: Wampiry Warszawy) یک فیلم صامت در ژانر جنایی به کارگردانی و نویسندگی ویکتور بیه‌گانسکی است که در سال ۱۹۲۵ منتشر شد. از بازیگران آن می‌توان به ماریابالتسرکیه ویچوونا و ایگو سیم اشاره کرد.
بازیگر فیلم ایگو سیم که بعدها در فیلم‌هایی در کنار ستاره‌های مشهوری مانند مارلنه دیتریش ایفای نقش کرد، در دوران جنگ جهانی دوم به خبرچین نازی‌ها تبدیل شد و شماری از بازیگران و مالکان تئاتر لهستانی را که با نیروهای مقاومت لهستان همکاری داشتند، لو داد. در سال ۱۹۴۱، برخی از مبارزان آزادی‌خواه لهستانی سیم را ترور کردند و نازی‌ها در واکنش به این اقدام، ۲۱ گروگان را اعدام کرده و ده‌ها نفر دیگر را به اردوگاه آشویتس فرستادند.